# Молдавановское сельское поселение
Молдавановское се́льское поселе́ние — сельское поселение в Ольгинском районе Приморского края.
Административный центр — село Михайловка.

## История
Статус и границы сельского поселения установлены Законом Приморского края от 11 октября 2004 года № 145-КЗ «Об Ольгинском муниципальном районе»

## Население
| 2008 | 2010 | 2011 | 2012 | 2013 | 2014 | 2015 |
| ---- | ---- | ---- | ---- | ---- | ---- | ---- |
| 362  | ↘312 | ↘311 | ↘295 | ↘280 | ↘276 | ↘265 |
| 2016 | 2017 | 2018 | 2019 | 2020 | 2021 |      |
| ↘257 | ↘252 | ↘242 | ↘236 | ↘234 | ↘216 |      |

## Состав сельского поселения
В состав сельского поселения входят 4 населённых пункта:
| № | Населённый пункт | Тип населённого пункта       | Население |
| - | ---------------- | ---------------------------- | --------- |
| 1 | Горноводное      | посёлок                      | ↘43       |
| 2 | Михайловка       | село, административный центр | ↘158      |
| 3 | Молдавановка     | деревня                      | ↘14       |
| 4 | Фурманово        | село                         | ↘97       |

## Местное самоуправление
Администрация
Адрес: 692455, с. Михайловка, ул. Центральная, 25. Телефон: 8 (42376) 9-35-10
Глава администрации
- Андрейцева Раиса Максимовна